# Williams FW09
La Williams FW09 è una monoposto di Formula 1, usata nel 1984 dalla scuderia Williams F1.
Questa vettura non ottenne risultati particolarmente gratificanti per la squadra, sia per la superiorità tecnica della rivale McLaren, sia per il fatto che il motore turbo Honda, soffriva di problemi di gioventù e di sviluppo. Inoltre la vettura era dotata di telaio in alluminio, sostanzialmente superato rispetto ai telai in Fibra di carbonio
Dopo l'esordio al Gran Premio del Sudafrica 1983, nel corso della stagione 1984 l'auto venne evoluta, e denominata Williams FW09B, con un evidente alettone posteriore più vistoso, che aveva il compito di rendere più stabile il retrotreno.

## Campionato '84, auto '83
Sebbene la FW09 corse il mondiale 1984, esordì nell'ultima gara del 1983, dopo che il direttore e proprietario della squadra, Frank Williams, aveva ottenuto il contratto di fornitura con la Honda, potendo così sostituire i motori aspirati delle sue auto con quelli turbo.
La Williams abbandonò i motori Ford-Cosworth, per montare il nuovo e tecnologico motore V6 biturbo, progettato dalla Honda, che era rientrata dopo 15 anni come fornitore di motori pochi mesi prima con il piccolo team inglese Spirit. La vettura utilizzata però non era altro che una Formula 2 adattata e il piccolo team non disponenva di fondi e strutture adatte a raggiungere la competitività richiesta dalle ambizioni della Honda.
La FW09 fu sviluppata in pochi mesi (anche se il progetto generale partì prima ancora della firma del contratto), di fatto utilizzando sospensioni e cambio della vettura precedente. Esordì nel gran premio di Kyalami (in Sudafrica), ultima gara dell'83, sostituendo la Williams FW08 Ford-Cosworth. Keke Rosberg conquistò un incoraggiante 5º posto.
Inizialmente la collaborazione tra Williams e Honda risultò poco fruttuosa, ma porterà 3 titoli alla squadra inglese, ossia due mondiali costruttori nell'86 e '87, e un titolo piloti sempre nell'87.
La maggior potenza del motore turbo (900-1000  CV in prova e 750 in gara contro i 550 circa del Cosworth) mise in crisi il telaio in alluminio e questo rese necessario un irrobustimento della scocca.
Il motore inoltre soffriva del cosiddetto turbo-lag e l'erogazione della potenza era particolarmente brusca.
In più le maggiori temperature raggiunte del motore turbo e la necessità di un intercooler costrinsero ad ingrandire le pance laterali per contenere radiatori più grandi.
I progettisti cercarono di ridurre al minimo la resistenza all'avanzamento, creando un musetto più stretto, anche se più tozzo.
Al motore venne abbinato il solito cambio Hewland a 5 marce, rinforzato per sopportare coppia e potenze più elevate.
Le vetture vennero affidate ai piloti Keke Rosberg e Jacques Laffite.

## Carriera agonistica

### La stagione

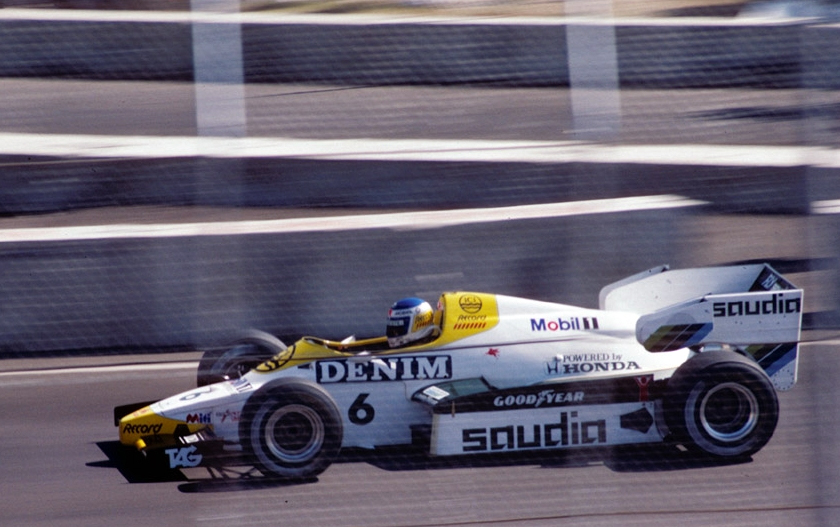
Keke Rosberg alla guida della Williams FW09, durante il Gran Premio di Dallas 1984.

Nel primo gran premio in Brasile, l'auto si mostrò particolarmente veloce ma non affidabile. L'ex campione del Mondo Keke Rosberg, partì in nona posizione, e il suo compagno Jacques Laffite in tredicesima. Rosberg ottenne la seconda posizione finale, mentre Laffite fu costretto al ritiro dopo solo 16 giri, per guasti alla sofisticata elettronica del motore giapponese, problema che, insieme ai frequenti cedimenti del propulsore, causò spesso ritiri anticipati. Infatti Rosberg concluse solo 6 gare su 16, il suo compagno 5.
La Williams fu capace di aggiudicarsi il rocambolesco Gran Premio USA, sulla pista cittadina di Dallas, grazie alla performance del finlandese Rosberg, miglior pilota sotto i 45°C di quella caldissima domenica su un circuito con l'asfalto pessimo e rattoppato nella notte precedente alla gara.
Fu una stagione in cui la McLaren vinse 12 gare su 16, lasciandone 2 alla Brabham e Nelson Piquet, uno alla Ferrari e Michele Alboreto sul circuito di Zolder, oltre che questo unico successo per la Williams.
Al termine del mondiale, la squadra ottenne un deludente sesto posto tra i costruttori e tra i piloti l'ottavo di Rosberg e il quattordicesimo di Laffite. Rosberg ottenne punti solo in cinque occasioni, mentre Laffite due volte.
La Williams non partì mai in pole, ma raramente Rosberg si qualificava oltre il quinto posto, mentre il francese Laffite ottenne come miglior risultato l'ottavo posto in griglia di partenza (Gran Premio d'Olanda) e in tutte le altre gare non fece mai segnare un tempo in prova migliore dell'undicesimo.

## Versione FW09B
La versione FW09B debuttò al Gran Premio di Gran Bretagna, disputando le 7 gare finali dell'anno. Essa prevedeva alcuni rifonrzi al telaio e alle sospensioni ed alcune modifiche all'aerodinamica posteriore, ispirata alla McLaren MP4/2

## Statistiche
- campionati disputati: 1
- anno: 1984
- gran premi disputati: 16
- partenze: 16 (Keke Rosberg), 16 (Jacques Laffite)
- giri più veloci in gara:
- pole position: nessuna
- vittorie: 1, 1 (Keke Rosberg)
- podi: 2, 2 (Keke Rosberg)
- piazzamenti a punti: 7, 5 (Keke Rosberg), 2 (Jacques Laffite)
- punti: 25,5, 20,5 (Keke Rosberg), 5 (Jacques Laffite)
- piazzamento in campionato: 6°
- titoli: nessuno

## Piloti
- Jacques Laffite -  Francia - n°5
- Keke Rosberg -  Finlandia - n°6

## Scheda tecnica Williams FW09
Motore
- Honda RA 163E biturbo e Honda RA 164E biturbo 1500 cm³, posteriore centrale longitudinale
- 6 cilindri a V di 60°
- distribuzione bialbero a camme in testa per fila di cilindri
- 24 valvole
- 4 valvole per cilindro, 2 di aspirazione, 2 di scarico
- raffreddato ad acqua
- lubrificazione a carter secco
- potenza massima 600/650 CV a 12000 giri/minuto

Trasmissione
- trazione posteriore
- frizione multidisco
- cambio Hewland meccanico manuale, a 5 marce+retromarcia

Autotelaio
- monoscocca in alluminio
- sospensione anteriore a ruote indipendenti, quadrilateri deformabili, comando molleggio a tirante o "pull-rod"
- sospensione posteriore a ruote indipendenti, quadrilateri deformabili, comando molleggio a tirante o "pull-rod"
- 4 freni a disco Hitco/Lockheed in carbonio
- sterzo a cremagliera
- serbatoio carburante 220 litri
- pneumatici anteriori Goodyear 25.9-13"
- pneumatici posteriori Goodyear 26.15-13"

Dimensioni e peso
- passo 2769 mm
- carreggiata anteriore 1778 mm
- carreggiata posteriore 1676 mm
- peso 558 kg